# Макаев, Авель Гаврилович
Князь А́вель Гаври́лович Мака́ев (6 июня 1860—1920) — российский, грузинский и азербайджанский военачальник, генерал-майор.

## Ранние годы
Авель Гаврилович Макаев (Макашвили) родился 6 июня 1860 года. Происходит из грузинских дворян. Общее образование получил в Елисаветградской военной прогимназии.

## Начало военной карьеры
11 августа 1877 года вступил в военную службу. Окончил Казанское пехотное юнкерское училище и 30 ноября 1880 года выпущен прапорщиком в 164-й пехотный Закатальский полк. Подпоручик с 17 декабря 1881 года. Поручик с 17 декабря 1885 года. Штабс-капитан с 15 марта 1890 года. 
Окончил Офицерскую стрелковую школу «успешно». В звании капитана был назначен командиром роты. 26 февраля 1905 года произведён в подполковники. Позже в течение года был командиром батальона. На 1 января 1909 года числился в Башкадыкларском резервном батальоне. Полковник (старшинство с 6 декабря 1910 года). На 1 марта 1914 года в 185-м пехотном Башкадыкларском полку. 25 июня 1914 года назначен временно командующим 202-м пехотным Горийским полком.

## Первая мировая война
Участник Первой мировой войны. С 9 ноября 1914 года — командующий 16-м гренадёрским Мингрельским полком. С 1915 года — генерал-майор. С 7 декабря 1916 года — командир бригады Кавказской гренадёрской дивизии. 
Из иллюстрированного журнала «Искры» от 13 ноября 1916 года:

Князь Макаев командир одной из доблестных наших дивизий. Князь постоянно живет в окопах среди своих солдат, разделяя с ними все тяжести окопной жизни. В его руках всегда палка, с которой он никогда не расстается, и при помощи которой он совершает свои обходы окопов. Он известен своей беззаветной храбростью и популярностью среди солдат, которые не называют его иначе, как "наш окопный генерал".
 В марте 1917 года временно командующий Кавказской гренадёрской дивизии. За отличия временно командующим 202-м пехотным Горийским полком награждён Георгиевским оружием (4 марта 1917 года). С 26 апреля 1917 года — командир бригады 1-й Кавказской гренадёрской дивизии. После Октябрьской революции, в отставке.
С 1918 года в грузинской армии, Ахалцихский генерал-губернатор и военный комендант Тифлиса.

## Служба в вооруженных силах Азербайджанской Демократической Республики
С августа 1919 года в армии Азербайджанской Демократической Республики. Из приказа № 354 военного министра генерала от артиллерии Мехмандарова:
Генерал-майор Макаев принимается на службу в войска Азербайджанской Республики, назначается пом. начальника 1-й пехотной дивизии, с исполнением обязанностей нач. Ханкендынского гарнизона с 7-го сего августа.
Назначен помощником командующего 2-й пехотной дивизии. В марте 1920 года был назначен начальником Гянджинского укреплённого района.

## Награды
- Орден Святого Станислава 2 ст. (1899)[8]
- Орден Святой Анны 2 ст. (1906)
- Орден Святого Владимира 4 ст. (1910)